# TIROS–2
TIROS–2 (angol: Television and Infrared Observation Satellite) – televíziós és infravörös megfigyelő amerikai katonai/polgári meteorológiai műhold.

## Küldetés
A TIROS Program tesztelte az első űreszközök meteorológiai előrejelzésének hatékonyságát. A műhold programját tekintették az egyik legígéretesebb alkalmazási formának. Felderítő rendszerével rendkívül sikeres, világméretű adatszolgáltatást biztosított a pontos időjárás-előrejelzésnél. Új műholdak folyamatos pályára emelésével biztosították a Föld lefedettségét időjárásának előrejelzésénél. A program lehetővé tette előbb az ESSA–program, majd a NIMBUS–program felépítését.

## Jellemzői
A Radio Corporation of America (RCA), a hadsereg fejlesztő laboratóriuma gyártotta, és a NASA–Goddard Space Flight Center (GSFC) üzemeltette.
Megnevezései: TIROS–2; Television and Infra-Red Observation Satellite (TIROS–2); COSPAR: 1960-016A (π1). Kódszáma a 63-as.
1960. november 23-án Floridából, Cape Canaveralból (USAF), az LC–17A (LC–Launch Complex) jelű indítóállványról a Thor-DM18 Able-2 hordozórakétával állították alacsony Föld körüli pályára (LEO = Low-Earth Orbit). Az orbitális egység pályája 96,30 perces, 48,5 fokos hajlásszögű, elliptikus pályájának perigeuma 547 kilométer, az apogeuma 610 kilométer volt. Pályaelemének biztosítását gázfúvókák segítségével oldották meg.
Forgását a beépített hajtóművekkel stabilizálták (stabilitása 8-12 rpm). Tesztelték a Föld központú mágneses orientálás lehetőségét. Formája 18 oldalú prizma, henger alakú, átmérője 107, magassága 56 centiméter, tömege 122,5 kilogramm. Az űregység alumínium ötvözetből és rozsdamentes acélból készült. Az űreszköz felületét 9200 napeleme lapocska borította, éjszakai (földárnyék) energia ellátását 21 nikkel-kadmium akkumulátorok biztosították. Kettő kamerájával alacsony és nagy felbontású képeket készítettek. Fényképeit az elektromágneses spektrum különböző hullámhosszain, főleg látható és infravörös hullámhosszon végezte. A felhőkön és felhőrendszereken kívül megfigyelte a városok fényszennyezéseit, a környezetváltozásait, tüzeket, homok- és porviharokat, hó- és jégtakarót, óceáni áramlatokat és más környezeti folyamatokat. Műszerezettségét sugárzásmérővel bővítették a Föld hő- és visszavert napsugárzás mérésére. Mágneses magnó tárolta a képeket, földi parancsra a vevőállomásra visszajátszotta. Telemetriai kapcsolatát négy rúdantennával biztosították. Kamerái 25 574 felvételt készítettek.
1961. december 4-én 376 nap (1,03 év) után technikai okok miatt kikapcsolták, ezzel befejezte aktív szolgálatát.

## Külső hivatkozások
- TIROS–2. nasa.gov. [2014. december 9-i dátummal az eredetiből archiválva]. (Hozzáférés: 2014. február 24.)
- TIROS–2. lib.cas.cz. [2013. október 13-i dátummal az eredetiből archiválva]. (Hozzáférés: 2014. február 24.)
- TIROS–2. nasa.gov. (Hozzáférés: 2014. február 24.)
- TIROS–2. skyrocket.de. (Hozzáférés: 2014. február 24.)
- TIROS–2. webcitation.org. [2014. augusztus 5-i dátummal az eredetiből archiválva]. (Hozzáférés: 2014. február 24.)

| Elődje: TIROS–1 | TIROS-program 1960–1965 | Utódja: TIROS–3 |